# 22q11.2欠失症候群
22q11.2欠失症候群（-けっしつしょうこうぐん）は、遺伝子異常に起因する奇形症候群の一つ。かつてはキャッチ=22症候群として知られていた。なお、有名なDiGeorge症候群（副甲状腺・胸腺無形成症）は、本症候群の一部である。

## 概要
22q11.2欠失症候群は、第22番染色体長腕q11.2領域の微細欠失を原因とするもので、第三・第四鰓弓に由来する複数の臓器の発生異常や奇形を特徴とする。本症候群においては、
1. 心血管異常 (Cardiac defects)
2. 特有の顔貌 (Abnormal facies)
3. 胸腺低形成 (Thymic hypoplasia)
4. 口蓋裂 (Cleft palate)
5. 低カルシウム血症 (Hypocalcemia)

という5つの主要症状を呈する。キャッチ=22症候群という通称は、これらの5症状の頭文字と、原因が第22番染色体にあることから付けられた通称であると同時に、ジョセフ・ヘラーによる不条理小説「キャッチ=22」の題名と意図的に合わせたものとされるが、この語には俗語として「逃れることができない窮地」という意味もあるため、現在では22q11.2欠失症候群と呼ばれることのほうが多い。また、胸腺低形成症状についてはDiGeorge症候群、その他の症状については円錐動脈幹異常顔貌症候群（CAFS）や軟口蓋帆・心臓・顔症候群（VCFS）と呼ばれることもあり、とくにDiGeorge症候群の名前は頻繁に使われる。
本症候群の確定診断は、染色体Gバンド法あるいはFISH法による染色体22q11.2領域の欠失の証明によって行なわれる。問題となる症状とそれに対する治療方針は下記のとおりである。
胸腺低形成による免疫不全（DiGeorge症候群）
Tリンパ球減少・機能不全による免疫不全を呈する。ST合剤や抗真菌薬の予防的な投与が行なわれるほか、同種造血幹細胞移植や、海外では胸腺移植が行われた報告もある。
副甲状腺低形成による低カルシウム血症（DiGeorge症候群）
副甲状腺機能低下症を呈し、パラトルモン分泌低下に伴う低カルシウム血症が発生しうる。この場合はカルシウムとビタミンDの補充が行なわれる。
心血管異常
ファロー四徴症, 心室中隔欠損, 大動脈離断症などを合併することが多い。これらについては、それぞれの疾患の通常の治療方針が採用される。
口蓋裂・鼻咽腔閉鎖不全
口蓋裂および鼻咽腔の閉鎖不全による哺乳不全が見られる場合には、経管栄養などによる栄養管理を行う。また、構音障害のある場合には言語聴覚療法、口蓋裂に対しては根治療法として手術も行なわれる。
知的障害
軽度から中等度の精神発達遅滞や、まれに統合失調症を認めることがある。